# 伊瓜苏足球俱乐部
福斯-杜伊瓜苏足球俱乐部（Foz do Iguaíu Futebol Clube），简称福斯-杜伊瓜苏（Foz do Iguaíu/Foz），成立于1996年2月9日，是一家位于巴西巴拉那州伊瓜苏市的足球俱乐部，球队主色为蓝色、白色。2020年1月，因财政问题，申请暂停参加赛事，并放弃了2020年巴拉那州足球锦标赛乙组的参赛资格。

## 成绩
图例： 
| 冠军 亚军 半决赛淘汰 | 降级 夺冠并晋级 升级 |

## 女队
巴拉那州女子足球锦标赛 ： 2013 - 亚军
巴拉那州女子足球锦标赛： 2014 - 第四名

## 五人制
巴拉那州室内五人制足球锦标赛： 2018 - 冠军

## 相关链接
- Scoresway.com